# Vuelta a Bolivia
La Vuelta a Bolivia era una corsa a tappe maschile di ciclismo su strada che si svolgeva in Bolivia in novembre. Corsa con cadenza annuale dal 2008 al 2013, dal 2009 fu inserita nel calendario dell'UCI America Tour come prova di classe 2.2.
È stata creata nel 2008 e deriva dalla Doble Copacabana, gara che si disputò dal 1994 al 2007.

## Albo d'oro
Aggiornato all'edizione 2013.
| Anno | Vincitore          | Secondo           | Terzo         |
| ---- | ------------------ | ----------------- | ------------- |
| 2008 | Fernando Camargo   | Óscar Soliz       | Alvaro Sierra |
| 2009 | Gregorio Ladino    | Óscar Soliz       | Juan Cotumba  |
| 2010 | Óscar Soliz        | Carlos Gálviz     | Byron Guamá   |
| 2011 | Juan Cotumba       | Segundo Navarrete | Maky Roman    |
| 2012 | Maky Roman         | Mauricio Ardila   | Gilber Zurita |
| 2013 | Salvador Hernández | Óscar Soliz       | John Martinez |